# TSV 1860 Múnich
El Turn- und Sportverein München von 1860, conocido como TSV 1860 Múnich o simplemente 1860 Múnich, es un club deportivo de Múnich, Baviera, Alemania. Fue fundado el 17 de mayo de 1860. Su equipo de fútbol se creó el 6 de marzo de 1899 y actualmente disputa la 3. Liga, la tercera división del fútbol nacional.
Entre sus títulos destacan el campeonato de la Bundesliga de 1966 y dos títulos de la Copa de Alemania. Su mayor rival es el histórico Bayern Múnich (véase Derbi de Múnich), hasta la temporada 2016-17 jugó de local en el Allianz Arena, que se alumbraba de azul cuando el TSV disputaba sus partidos.

## Historia

### Trayectoria histórica
La Regionalliga Süd fue la 2.ª categoría del fútbol alemán de 1963-1974. De 1973 a 2008 fue la tercera categoría del fútbol alemán por la creación de la 2. Bundesliga y desde 2008 pasó a ser la 4.ª categoría del fútbol alemán por la creación de la 3. Liga.

### Orígenes del club
Las raíces de la fundación del club se encuentran en una asociación de gimnasia fundada el 15 de julio de 1848 en un pub local, el "Buttleschen Brauerei zum Bayerischen Löwen". El club fue formalmente establecido como una organización deportiva el 17 de mayo de 1860. Posteriormente se fusionaría con una asociación local aparecida en 1862 llamada TV Münich. La sección de fútbol fue formada el 6 de marzo de 1899 y jugó su primer partido tres años más tarde.
En 1911, el equipo adoptó el león como su emblema, y en 1919 fue renombrado al actual Turn- und Sportverein München von 1860 (Club Gimnástico y Deportivo Múnich de 1860), más conocido como TSV Múnich 1860. A mitad de los años 1920 aparecieron en las categorías superiores alemanas, llegando a una semifinal de la liga en 1927. En 1933 volvió a llegar a las semifinales, pero de nuevo perderían contra el Schalke 04, equipo dominador de la competición durante el período del Tercer Reich. En 1942, consiguieron su primer título oficial, la Tschammerpokal, conocida hoy en día como la Copa de Alemania, al vencer al mismo Schalke 04 en la final.

### La posguerra y la gran época
Tras la Segunda Guerra Mundial, en Alemania se instauró la Oberliga Süd que englobaba a los equipos del sur de Alemania: el Bayern de Múnich, el VfB Stuttgart, el Eintracht Frankfurt y el propio TSV. En los años 50, el TSV vivió una época irregular, descendiendo en una ocasión y regresando en 1963, el del centenario del club. Ese mismo año, la Oberliga era aglutinada en una única liga que incluiría a todos los equipos alemanes, seleccionando a cinco del sur del país. El TSV, recién ascendido a la Primera División, sería incluido en la Bundesliga en detrimento del propio Bayern, ya que la federación prefería no incluir dos equipos de una misma ciudad. El Bayern tardaría tres años en ascender a la primera categoría, mientras se producía la época de oro del 1860 Múnich, cuando el equipo ganó la Bundesliga en la temporada 1965-66, la Copa de Alemania en 1964 y disputó la final de la Recopa de Europa en 1965. Sin embargo, el TSV no pudo gestionar bien estos años de éxito, y pocos años después, en 1970, descendió a la segunda división.

### 1970-80: Descenso y años de pesadilla
El equipo no se recuperó del descenso sufrido en 1970, y pese a que ascendieron pronto, vivieron cinco descensos consecutivos, a su vez, el Bayern vivía su propia época de oro liderado por Franz Beckenbauer y ganando tres veces consecutivas la Copa de Europa. El TSV, víctima de las malas gestiones y una crisis económica y de resultados, vivió la mayor parte de la década de los 70 en el pozo de la segunda división germana.
Los años 80 empezaron incluso peor para los Die Löwen, ya que en 1982 eran descendidos a la tercera división de Alemania por sus problemas económicos e incluso perdían su licencia para competir. Por entonces, en las filas del TSV militaba un joven Rudi Völler, que debido a la supuesta desaparición del club, recaló en el Werder Bremen. El 1860 Múnich jugaría desde las categorías regionales de Baviera. El club tardó en reaccionar y regresar desde lo más bajo de las ligas alemanas.

### 1994-2004: Regreso a la Bundesliga
Para 1994, el 1860 Múnich regresaba a la Bundesliga tras 13 años de ausencia en el fútbol profesional alemán. Esta vez, el club sí que mantuvo la estabilidad que no había tenido cerca de hacía 20 años, estrellas del fútbol alemán como Thomas Häßler o Martin Max se desempeñaron esos años en el club. El TSV revivió glorias pasadas consiguiendo clasificarse para la Copa Intertoto y la Copa de la UEFA, hasta que finalmente lograron la clasificación para la UEFA Champions League en la temporada 1999-00. Dicha temporada fue la más exitosa desde hacía décadas para Die Löwen, ya que ganaron ambos derbis contra su gran rival, el Bayern de Múnich. En la 2000-01, el entrenador Werner Lorant, que había llevado a los anteriores éxitos del club, fue despedido tras una derrota 0-5 ante el Bayern. La Temporada 2003-04 sería la última en la Bundesliga, descendiendo luego de una mala temporada, terminando en el 17° lugar con 32 puntos.
Por entonces, el equipo abandonó su tradicional estadio y eso levantó polémica entre los aficionados Leones pues a partir de entonces tuvieron que compartir estadio con el antagónico rival, el Bayern Múnich, en el Allianz Arena.

### 2004-actualidad
Tras su descenso a la 2. Bundesliga, a excepción de las temporadas 2004-05 (donde terminó 4° a 4 puntos del tercero, Eintracht Fráncfort) o 2011-12 (terminando 6° a 5 puntos de los Play-Offs de ascenso), fueron temporadas complicadas donde nunca lograron pelear por los puestos de ascenso.
Al término de la temporada 2014-15 quedaron en el 16° lugar con 36 puntos, salvándose del descenso directo solo por diferencia de gol (-10 vs. -15 del Erzgebirge Aue que descendió), aunque condenados a disputar los Play-Offs frente al Holstein Kiel. La ida en Kiel terminaría 0-0. La vuelta en Múnich empezaría perdiendo 0-1, a falta de 15 minutos lograrían el empate. Luego al minuto 91 lograron dar vuelta el resultado salvando así la categoría.
La temporada 2015-16 también fue complicada, terminando 2 puntos encima de los Play-Offs de descenso. En la siguiente temporada (2016-17) nuevamente quedarían condenados a revalidar su lugar en la 2. Bundesliga, esta vez frente al Jahn Regensburg. El primer partido, en Ratisbona terminaría igualado en un 1-1. Sin embargo, en la vuelta como locales caerían 0-2, concretando el descenso a la 3. Liga. Días después, el propietario del club rechaza pagar la licencia para disputar dicha categoría, por lo que finalmente fue admitido en la Regionalliga Bayern, la 4ª división del fútbol alemán.
En la temporada 2017- 2018 logró el ascenso a la 3. Liga tras vencer al F. C. Saarbrücken con un resultado global de 5 a 4.

## Estadio

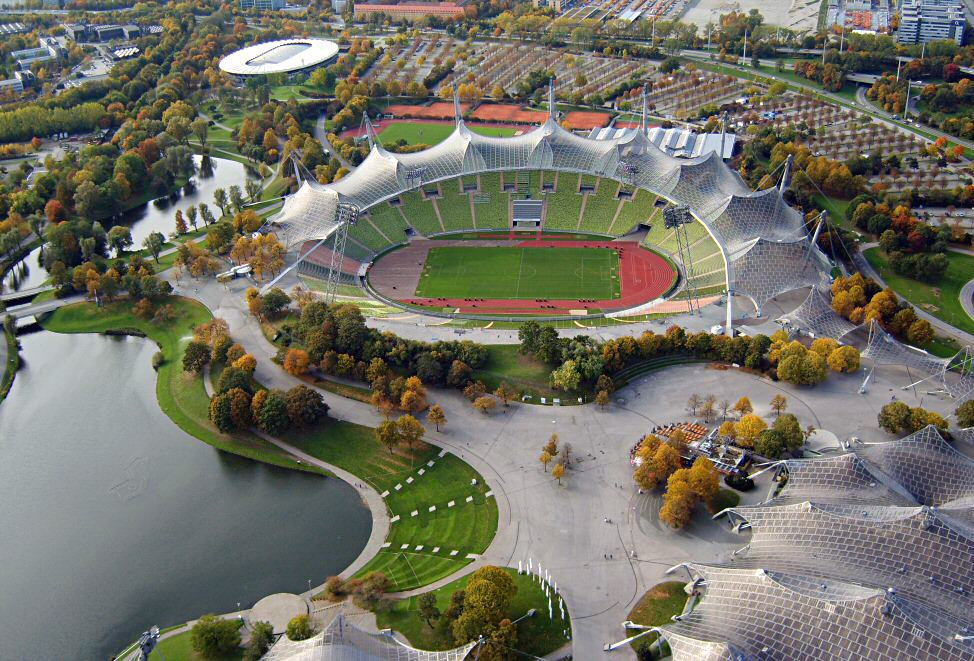
El Estadio Olímpico, sede del club de 1972 al 2005.

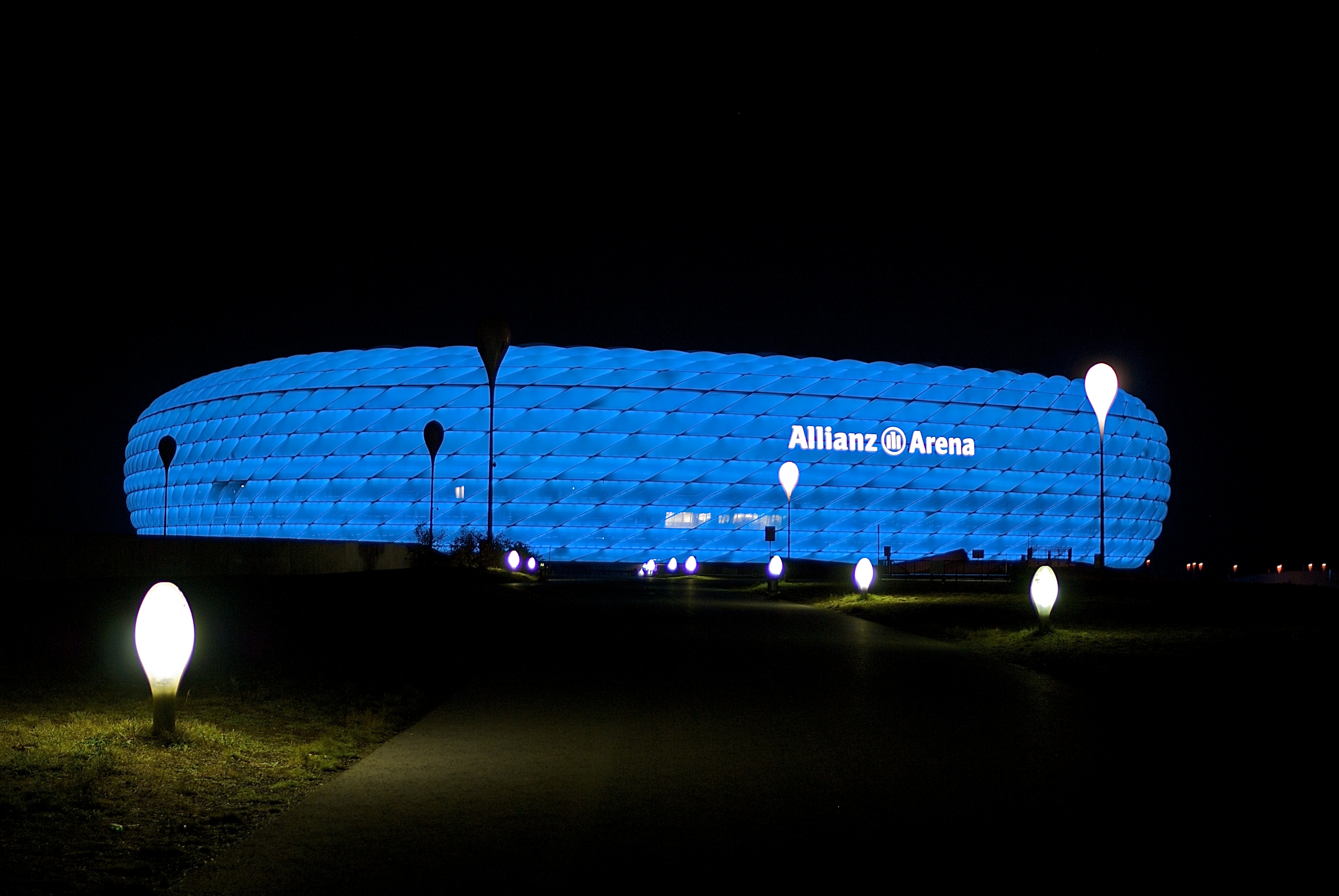
El Allianz Arena iluminado de celeste, antiguamente por el TSV.

Solía jugar en el Estadio Olímpico, pero en 2005 se trasladó al Allianz Arena, construido con motivo de la Copa Mundial de fútbol del 2006. Desde la temporada 2017-18, el equipo juega en el estadio municipal Grünwalder Stadion, después de que los propietarios del Allianz Arena rescindieran su contrato de alquiler.
En 1904, los jugadores se entrenaban en un campo de la Schyrenwiese, situado junto a un edificio perteneciente al club y utilizado como sede. La sede del club se estableció en el barrio obrero de Giesing, en Múnich, en 1908.
En 1911, los futbolistas del Turnverein se trasladaron a un campo en la Grünwalder Straße, que se utilizó para los partidos oficiales del club. En 1922, el TSV 1860 compró el terreno, que anteriormente había pertenecido a la ciudad de Múnich, y comenzó a construir un moderno estadio de fútbol. El estadio se inauguró cuatro años después con el nombre de Heinrich-Zisch-Stadion, nombre elegido en honor a un antiguo presidente del club. En 1926, el TSV 1860 tenía un estadio con capacidad para 40 000 espectadores.
Construido para los Juegos Olímpicos de 1972, el Estadio Olímpico de Múnich es utilizado conjuntamente por ambos clubes. Sin embargo, el TSV 1860 sólo se trasladó parcialmente al Olympiastadium, manteniendo un puesto en el Grünwalder. A partir de los años 90, cuando ambos clubes jugaban en la Bundesliga, el estadio se hizo impopular, sobre todo entre los aficionados del Bayern, porque "ya no corresponde a las expectativas del fútbol moderno".
En 2001, el Bayern Múnich y el TSV 1860 Múnich iniciaron negociaciones conjuntas para la construcción de un nuevo estadio. En julio de 2001, el ayuntamiento decidió asignar terrenos para la construcción del nuevo estadio en el barrio de Fröttmaning, en la periferia norte de Múnich. En febrero de 2002, los dos clubes eligieron conjuntamente el diseño del estudio de arquitectura Herzog & DeMeuron. El estadio se inauguró para la Copa Mundial de 2006 con el nombre de Estadio de la Copa Mundial de la FIFA de Múnich, antes de ser rebautizado como Allianz Arena por motivos de denominación.
En la década de 2010, el descenso del nivel deportivo de los Leones provocó una disminución de la asistencia. Por ello, el WM-Arena, con capacidad para 70 000 personas, se quedó grande para el club. Por ello, el club volvió al Grünwalder Stadion, once años después de haberlo abandonado oficialmente.

## Uniforme
- Uniforme titular: Camiseta celeste y blanca, pantalón blanco y medias blancas.
- Uniforme visitante: Camiseta negra y pantalón negro y medias negras.

### Evolución
| 2015-16 | 2016-17 | 2017-18 | 2018-19 | 2019-20 | 2020-21 | 2021-22 | 2022-23 | 2023-24 |
| 2024-25 |         |         |         |         |         |         |         |         |

## Jugadores con más partidos jugados
|    | Jugador          | País      | Partidos | Estatus  |
| -- | ---------------- | --------- | -------- | -------- |
| 1  | Harald Cerny     | Austria   | 299      | Retirado |
| 2  | Benjamin Lauth   | Alemania  | 271      | Retirado |
| 3  | Torben Hoffmann  | Alemania  | 243      | Retirado |
| 4  | Daniel Borimirov | Bulgaria  | 241      | Retirado |
| 5  | Petar Radenkovic | Serbia    | 234      | Retirado |
| 6  | Hans Reich       | Alemania  | 224      | Retirado |
| 7  | Daniel Bierofka  | Alemania  | 219      | Retirado |
| 8  | Bernhard Winkler | Alemania  | 215      | Retirado |
| 9  | Paul Agostino    | Australia | 215      | Retirado |
| 10 | Manfred Wagner † | Alemania  | 201      | Retirado |

## Palmarés

### Torneos nacionales (3)
| Competición            | Títulos     | Subcampeonatos |
| ---------------------- | ----------- | -------------- |
| Bundesliga (1/2)       | 1965/66     | 1931, 1966/67. |
| Copa de Alemania (2/1) | 1942, 1964. | 1977           |
|                        |             |                |
| 2. Bundesliga: (1/2)   | 1979        | 1977           |

### Torneos regionales
| Competición             | Títulos                    | Subcampeonatos             |
| ----------------------- | -------------------------- | -------------------------- |
| Gauliga Bayern (2/3)    | 1940–41, 1942–43.          | 1933–34, 1937–38, 1938–39. |
| Oberliga Süd (1)        | 1962–63.                   |                            |
| 2. Oberliga Süd (2)     | 1954–55, 1956–57.          |                            |
| Regionalliga Bayern (1) | 2017-18.                   |                            |
| Bayernliga (3)          | 1983–84, 1990–91, 1990–91. | 1986, 1990                 |
| Copa de Baviera (1)     | 2020.                      |                            |

### Torneos internacionales
- Subcampeón de la Recopa de Europa (1): 1964-65.

## Participación en competiciones europeas
| Temporada | Competición      | Ronda   | Club                     | Cómputo global       | Ida     | Vuelta    |
| --------- | ---------------- | ------- | ------------------------ | -------------------- | ------- | --------- |
| 1964/65   | Recopa de Europa | 1R      | Union Luxemburg          | 10-0                 | 4-0 (F) | 6-0 (C)   |
| 1964/65   | Recopa de Europa | 1/8     | FC Porto                 | 2-1                  | 1-0 (F) | 1-1 (C)   |
| 1964/65   | Recopa de Europa | 1/4     | Legia Varsovia           | 4-0                  | 4-0 (F) | 0-0 (C)   |
| 1964/65   | Recopa de Europa | 1/2     | AC Torino                | 3-3 BW in Zürich 2-0 | 0-2 (F) | 3-1 (C)   |
| 1964/65   | Recopa de Europa | F       | West Ham United          | 0-2                  | 0-2     | < Londres |
| 1965/66   | Copa de Ferias   | 1R      | Malmö FF                 | 7-0                  | 3-0 (F) | 4-0 (C)   |
| 1965/66   | Copa de Ferias   | 2R      | Göztepe Izmir            | 10-3                 | 1-2 (F) | 9-1 (C)   |
| 1965/66   | Copa de Ferias   | 1/8     | Servette Genève          | 5-2                  | 1-1 (F) | 4-1 (C)   |
| 1965/66   | Copa de Ferias   | 1/4     | Chelsea FC               | 2-3                  | 2-2 (C) | 0-1 (F)   |
| 1966/67   | Copa de Europa   | 1R      | Omonia Nicosia           | 10-1                 | 8-0 (C) | 2-1 (F)   |
| 1966/67   | Copa de Europa   | 1/8     | Real Madrid              | 2-3                  | 1-0 (C) | 1-3 (F)   |
| 1967/68   | Copa de Ferias   | 1R      | Servette Genève          | 6-2                  | 2-2 (F) | 4-0 (C)   |
| 1967/68   | Copa de Ferias   | 2R      | Liverpool FC             | 2-9                  | 0-8 (F) | 2-1 (C)   |
| 1968/69   | Copa de Ferias   | 1R      | Legia Varsovia           | 2-9                  | 0-6 (F) | 2-3 (C)   |
| 1969/70   | Copa de Ferias   | 1R      | Skeid Oslo               | 3-4                  | 2-2 (C) | 1-2 (F)   |
| 1996      | Intertoto Cup    | Grupo 8 | Spartak Varna            | 1-2                  | 1-2 (F) |           |
| 1996      | Intertoto Cup    | Grupo 8 | ŁKS Łódź                 | 5-0                  | 5-0 (C) |           |
| 1996      | Intertoto Cup    | Grupo 8 | FC Kaučuk Opava          | 2-0                  | 2-0 (F) |           |
| 1996      | Intertoto Cup    | Grupo 8 | KAMAZ Naberezhnye Chelny | 0-1                  | 0-1 (C) |           |
| 1997/98   | UEFA Cup         | 1R      | FC Jazz Pori             | 7-1                  | 1-0 (F) | 6-1 (C)   |
| 1997/98   | UEFA Cup         | 2R      | SK Rapid Wien            | 2-4                  | 0-3 (F) | 2-1 (C)   |
| 2000/01   | Champions League | 3Q      | Leeds United             | 1-3                  | 1-2 (F) | 0-1 (C)   |
| 2000/01   | UEFA Cup         | 1R      | FK Drnovice              | 1-0                  | 0-0 (F) | 1-0 (C)   |
| 2000/01   | UEFA Cup         | 2R      | Halmstads BK             | 5-4                  | 2-3 (F) | 3-1 (C)   |
| 2000/01   | UEFA Cup         | 3R      | AC Parma                 | 2-4                  | 2-2 (F) | 0-2 (C)   |
| 2001      | Intertoto Cup    | 2R      | Sartid Smederevo         | 6-3                  | 3-1 (C) | 3-2 (F)   |
| 2001      | Intertoto Cup    | 3R      | RKC Waalwijk             | 5-2                  | 2-1 (F) | 3-1 (C)   |
| 2001      | Intertoto Cup    | 1/2     | Newcastle United         | 3-6                  | 2-3 (C) | 1-3 (F)   |
| 2002      | Intertoto Cup    | 2R      | FC BATE Borisov          | 0-5                  | 0-1 (C) | 0-4 (F)   |

## Entrenadores
- Fred Spiksley (1913)
- Max Merkel (1963–1966)
- Hans-Wolfgang Weber (1966–1967)
- Gunter Baumann (1967)
- Albert Sing (1967–1968)
- Hans Pilz (1968–1969)
- Fritz Langner (1969)
- Franz Binder (1969–1970)
- Hans Tilkowski (1970–1972)
- Elek Schwartz (1972–1973)
- Rudi Gutendorf (1973–1974)
- Max Merkel (1974–1975)
- Heinz Lucas (1975–1978)
- Eckhard Krautzun (1978–1979)
- Alfred Baumann (1979)
- Carl-Heinz Rühl (1979–1981)
- Wenzel Halama (1981–1982)
- Willibert Kremer (1982)
- Kurt Schwarzhuber (1982)
- Bernd Schumm (1982)
- Erich Beer (1983)
- Bernd Patzke (1983–1984)
- Octavian Popescu (1984)
- Erich Beer (1984)
- Wenzel Halama (1984–1986)
- Dieter Kurz (1986)
- Fahrudin Jusufi (1986–1987)
- Thomas Zander (1987)
- Uwe Klimaschewski (1987–1988)
- Willi Bierofka (1988–1990)
- Karsten Wettberg (1990–1992)
- Werner Lorant (1992–2001)
- Peter Pacult (2001–2003)
- Falko Götz (2003–2004)
- Gerald Vanenburg (2004)
- Rudolf Bommer (2004)
- Reiner Maurer (2004–2006)
- Walter Schachner (2006–2007)
- Marco Kurz (2007–2009)
- Uwe Wolf (2009)
- Ewald Lienen (2009–2010)
- Reiner Maurer (2010–2012)
- Alexander Schmidt (2012–2013)
- Markus von Ahlen (2013)
- Friedhelm Funkel (2013–2014)
- Markus von Ahlen (2014)
- Ricardo Moniz (2014)
- Markus von Ahlen (2014)
- Torsten Frohling (2015)
- Benno Möhlmann (2015–2016)
- Daniel Bierofka (2016)
- Denis Bushuev (2016)
- Kosta Runjaic (2016)
- Daniel Bierofka (2016)
- Vítor Pereira (2017)
- Daniel Bierofka (2017–2019)
- Oliver Beer (2019)
- Michael Köllner (2019–2023)
- Günther Gorenzel (2023)
- Maurizio Jacobacci (2023)
- Frank Schmöller (2023–2024)
- Argiris Giannikis (2024–2025)
- Patrick Glöckner (2025–)

Actualizado el 7 de junio 2017.

## Temporadas
Referencias:
| Temporada | División                 | Posición | Asistencia en casa |
| 1963–64   | 1. Bundesliga (I)        | 7th      | 31,949             |
| 1964–65   | 1. Bundesliga (I)        | 4th      | 26,765             |
| 1965–66   | 1. Bundesliga (I)        | 1st      | 29,316             |
| 1966–67   | 1. Bundesliga (I)        | 2nd      | 23,621             |
| 1967–68   | 1. Bundesliga (I)        | 12th     | 19,611             |
| 1968–69   | 1. Bundesliga (I)        | 10th     | 16,012             |
| 1969–70   | 1. Bundesliga (I)        | 17th ↓   | 14,923             |
| 1977–78   | 1. Bundesliga (I)        | 16th ↓   | 28,904             |
| 1979–80   | 1. Bundesliga (I)        | 13th     | 28,067             |
| 1980–81   | 1. Bundesliga (I)        | 16th ↓   | 23,805             |
| 1988–89   | Bayernliga (III)         | 5th      | NA                 |
| 1989–90   | Bayernliga               | 2nd      | NA                 |
| 1990–91   | Bayernliga               | 1st ↑    | NA                 |
| 1991–92   | 2. Bundesliga (II)       | 10th ↓   | 15,968             |
| 1992–93   | Bayernliga (III)         | 1st ↑    | NA                 |
| 1993–94   | 2. Bundesliga (II)       | 3rd ↑    | 19,184             |
| 1994–95   | Bundesliga (I)           | 14th     | 23,140             |
| 1995–96   | Bundesliga               | 8th      | 32,105             |
| 1996–97   | Bundesliga               | 7th      | 34,648             |
| 1997–98   | Bundesliga               | 13th     | 29,348             |
| 1998–99   | Bundesliga               | 9th      | 28,417             |
| 1999–00   | Bundesliga               | 4th      | 27,282             |
| 2000–01   | Bundesliga               | 11th     | 25,276             |
| 2001–02   | Bundesliga               | 9th      | 26,024             |
| 2002–03   | Bundesliga               | 10th     | 26,518             |
| 2003–04   | Bundesliga               | 17th ↓   | 28,331             |
| 2004–05   | 2. Bundesliga (II)       | 4th      | 20,140             |
| 2005–06   | 2. Bundesliga            | 13th     | 41,720             |
| 2006–07   | 2. Bundesliga            | 8th      | 35,688             |
| 2007–08   | 2. Bundesliga            | 11th     | 35,071             |
| 2008–09   | 2. Bundesliga            | 12th     | 28,135             |
| 2009–10   | 2. Bundesliga            | 8th      | 22,515             |
| 2010–11   | 2. Bundesliga            | 9th      | 19,768             |
| 2011–12   | 2. Bundesliga            | 6th      | 22,898             |
| 2012–13   | 2. Bundesliga            | 6th      | 22,682             |
| 2013–14   | 2. Bundesliga            | 7th      | 19,312             |
| 2014–15   | 2. Bundesliga            | 16th     | 21,917             |
| 2015–16   | 2. Bundesliga            | 15th     | 23,186             |
| 2016–17   | 2. Bundesliga            | 16th ↓↓  | 25,900             |
| 2017–18   | Regionalliga Bayern (IV) | 1st ↑    | 12,471             |
| 2018–19   | 3. Liga (III)            | 12th     | 14,593             |
| 2019–20   | 3. Liga                  | 8th      | 10,211             |
| 2020–21   | 3. Liga                  | 4th      | 0                  |
| 2021–22   | 3. Liga                  | 4th      | 8,266              |
| 2022–23   | 3. Liga                  | 8th      | 15,000             |
| 2023–24   | 3. Liga                  | 15th     | 15,000             |
| 2024–25   | 3. Liga                  |          |                    |

| ↑ Ascenso | ↓ Descenso |